# نوزدهمین دوره جوایز اسکار

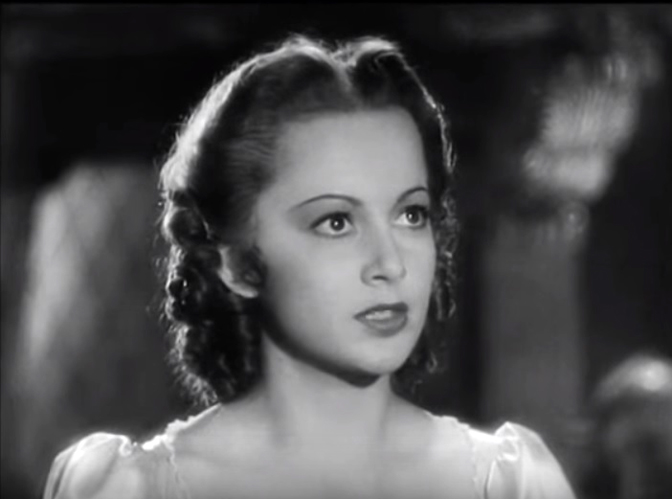
نمایی از اولیویا دی هاویلند از تریلر فیلم Captain Blood 1935

نوزدهمین دوره مراسم اعطای جوایز اسکار (انگلیسی: 19th Academy Awards) در روز ۱۳ مارس ۱۹۴۷ در شراین ادیتوریوم لوس آنجلس برگزار شد. در این مراسم بهترین فیلم‌های سال ۱۹۴۶ جهان به انتخاب آکادمی علوم و هنرهای تصاویر متحرک جایزه گرفتند.
جک بنی مجری این مراسم بود.

## جوایز
| جایزه اسکار بهترین فیلم | جایزه اسکار بهترین کارگردانی |
| --- | --- |
| - ساموئل گلدوین برای آر.ک.ئو - بهترین سال‌های زندگی ما - لارنس الیویه برای یونایتد آرتیستس - هنری پنجم - فرانک کاپرا برای آر.ک.ئو - چه زندگی شگفت‌انگیزی - داریل اف. زانوک برای فاکس قرن بیستم - لبه تیغ - سیدنی فرانکلین (کارگردان) برای مترو گلدوین مایر - یک سالگی | - ویلیام وایلر – بهترین سال‌های زندگی ما - کلارنس براون – یک سالگی - فرانک کاپرا – چه زندگی شگفت‌انگیزی - دیوید لین – برخورد کوتاه - روبرت زیودماک – آدم‌کش‌ها                                                                             |
| جایزه اسکار بهترین بازیگر نقش اول مرد | جایزه اسکار بهترین بازیگر نقش اول زن |
| - فردریک مارچ – بهترین سال‌های زندگی ما - لارنس الیویه – هنری پنجم - لری پارکز – داستان جولسون - گریگوری پک – یک سالگی - جیمز استوارت – چه زندگی شگفت‌انگیزی | - اولیویا دی هاویلند – هر کس سوی خودش - سیلیا جانسون – برخورد کوتاه - جنیفر جونز – دوئل زیر آفتاب - روسالیند راسل – خواهر کنی - جین وایمن – یک سالگی                                                                                   |
| جایزه اسکار بهترین بازیگر نقش مکمل مرد | جایزه اسکار بهترین بازیگر نقش مکمل زن |
| - هارولد راسل – بهترین سال‌های زندگی ما - چارلز کوبرن – سال‌های سبز (فیلم) - ویلیام دمارست – داستان جولسون - کلود رینس – بدنام - کلیفتون وب – لبه تیغ | - آن بکستر – لبه تیغ - اتل باریمور – پلکان مارپیچ - لیلین گیش – دوئل زیر آفتاب - فلورا رابسون – خط ساراتوگا - گیل سوندرگارد – Anna and the King of Siam                                                                                |
| جایزه اسکار بهترین فیلم‌نامه غیراقتباسی | جایزه اسکار بهترین فیلم‌نامه اقتباسی |
| - The Seventh Veil – موریل باکس و سیدنی باکس - کوکب آبی – ریموند چندلر - بدنام – بن هکت - Road to Utopia – نورمن پاناما و ملوین فرانک - بچه‌های بهشت – ژاک پره‌ور | - بهترین سال‌های زندگی ما – رابرت ای شروود - رم، شهر بی‌دفاع – سرجو آمیدی و فدریکو فلینی - Anna and the King of Siam – Sally Benson و تالبوت جنینگز - برخورد کوتاه – آنتونی هاولوک-آلن, دیوید لین و رونالد نیم - آدم‌کش‌ها – آنتونی ویلر   |
| جایزه اسکار بهترین داستان | |
| - کاملاً غریبه – کلمنس دین - هر کس سوی خودش – چارلز براکت - عشق عجیب مارتا ایورس – Jack Patrick - آینه تاریک – ولادیمیر پوزنر - غریبه – Victor Trivas | |
| جایزه اسکار بهترین فیلم مستند (کوتاه) | جایزه اسکار بهترین پویانمایی کوتاه |
| - Seeds of Destiny - انرژی اتمی - Life at the Zoo - Paramount News Issue#37 - Traffic with the Devil | - The Cat Concerto – فرد کوئیمبی - Chopin's Musical Moments – والتر لانتس - John Henry and the Inky Poo – جرج پال - حقوق تصرف گر – والت دیزنی - Walky Talky Hawky – Edward Selzer                                                      |
| جایزه اسکار بهترین فیلم کوتاه (یک حلقه) | جایزه اسکار بهترین فیلم کوتاه (دو حلقه) |
| - Facing Your Danger – Gordon Hollingshead - Dive-Hi Champs – Jack Eaton - Golden Horses – Edmund Reek - Smart as a Fox – Gordon Hollingshead - Sure Cures – پیت اسمیت | - A Boy and His Dog – Gordon Hollingshead - College Queen – George B. Templeton - Hiss and Yell – Jules White - The Luckiest Guy in the World – Jerry Bresler                                                                          |
| جایزه اسکار بهترین موسیقی فیلم (درام یا کمدی) | جایزه اسکار بهترین موسیقی فیلم (موزیکال) |
| - بهترین سال‌های زندگی ما – هوگو فریدهوفر - آنا و سلطان سیام – برنارد هرمن - آدم‌کش‌ها – میکلوش روژا - هنری پنجم – ویلیام والتون - Humoresque – فرانتس واکسمن | - داستان جولسون – موریس استولوف - آسمان‌های آبی – رابرت ئی. دولان - The Harvey Girls – لنی هیتون - شب و روز – ری هایندورف و ماکس اشتاینر - Centennial Summer – آلفرد نیومن                                                              |
| جایزه اسکار بهترین ترانه | جایزه اسکار بهترین میکس صدا |
| - "On the Atchison, Topeka and the Santa Fe" from The Harvey Girls – Music by هری وارن; Lyric by جانی مرسر - "All Through the Day" from Centennial Summer – Music by جروم کرن; Lyric by اسکار همرستاین دوم - "I Can't Begin to Tell You" from دالی سیسترز – Music by James V. Monaco; Lyric by ماک گوردن - "Ole Buttermilk Sky" from Canyon Passage – Music by هوگی کارمایکل; Lyric by Jack Brooks - "You Keep Coming Back Like a Song" from آسمان‌های آبی – Music and Lyric by ایروینگ برلین | - داستان جولسون – جان پی. لیوادری, کلمبیا پیکچرز - چه زندگی شگفت‌انگیزی – جان او. آلبرگ, آر.ک.ئو - بهترین سال‌های زندگی ما – گوردون ای سایر، Samuel Goldwyn Studio Sound Department                                                      |
| جایزه اسکار بهترین طراحی صحنه (سیاه و سفید) | جایزه اسکار بهترین طراحی صحنه (رنگی) |
| - آنا و سلطان سیام – Art Direction: Lyle Wheeler و William S. Darling; Set Decoration: Thomas Little و Frank E. Hughes - لبه تیغ – Art Direction: Richard Day و نیتن اچ. جوران; Set Decoration: Thomas Little و Paul S. Fox - Kitty – Art Direction: هانس درایر و Walter Tyler; Set Decoration: Sam Comer و Ray Moyer | - یک سالگی – Art Direction: سدریک گیبنز و Paul Groesse; Set Decoration: Edwin B. Willis - سزار و کلئوپاترا – Art Direction and Set Decoration: جان برایان - هنری پنجم – Art Direction and Set Decoration: Paul Sheriff و Carmen Dillon |
| جایزه اسکار بهترین فیلمبرداری (سیاه و سفید) | جایزه اسکار بهترین فیلمبرداری (رنگی) |
| - آنا و سلطان سیام – آرتور سی. میلر - سال‌های سبز (فیلم) – جرج جی. فالسی | - یک سالگی – چارلز روشر، لئونارد اسمیت و آرتور آرلینگ - داستان جولسون – جوزف واکر |
| جایزه اسکار بهترین تدوین | جایزه اسکار بهترین جلوه‌های تصویری |
| - بهترین سال‌های زندگی ما – دنیل مندل - آدم‌کش‌ها – آرتور هیلتون - چه زندگی شگفت‌انگیزی – ویلیام هورنبک - یک سالگی – هارولد اف. کرس - داستان جولسون – ویلیام لیون (تدوین‌گر) | - Blithe Spirit – Thomas Howard - زندگی ربوده‌شده – ویلیام مک‌گن و نیتن لوینسون |

1. ↑  http://www.oscars.org/oscars/ceremonies/1947 Open City on 19th Oscars website